# Европско првенство у атлетици у дворани 1981 — бацање кугле за мушкарце
Такмичење у бацању кугле у мушкој конкуренцији на 12. Европском првенству у атлетици у дворани 1981 одржано је 22. фебруара у Греноблу (Француска).
Титулу европског првака освојену на Европском првенству у дворани 1980. у Зинделфингену бранио је Златан Сарачевић из Југославије.

## Земље учеснице
Учествовало је 16 бацача кугле из 10 земље.
1. Грчка (1)
2. Западна Немачка (1)
3. Исланд (2)
4. Италија (1)
5. Југославија (1)
6. Уједињено Краљевство (1)
7. Финска (3)
8. Француска (3)
9. Чахословачка (2)
10. Шведска (1)

## Рекорди
| Рекорди пре почетка Европског првенства у дворани 1980.     | Рекорди пре почетка Европског првенства у дворани 1980. | Рекорди пре почетка Европског првенства у дворани 1980. | Рекорди пре почетка Европског првенства у дворани 1980. | Рекорди пре почетка Европског првенства у дворани 1980. | Рекорди пре почетка Европског првенства у дворани 1980. |
| ----------------------------------------------------------- | ------------------------------------------------------- | ------------------------------------------------------- | ------------------------------------------------------- | ------------------------------------------------------- | ------------------------------------------------------- |
| Светски рекорд у дворани                                    | Џорџ Вуд                                                | САД                                                     | 22,02                                                   | Инглвуд, САД                                            | 9. фебруар 1974.                                        |
| Европски рекорд у дворани                                   | Удо Бајер                                               | Источна Немачка                                         | 21,10                                                   | Зенфтенберг Источна Немачка                             | 17. фебруар 1978.                                       |
| Рекорди европских првенстава                                | Џефри Кејпс                                             | Уједињено Краљевство                                    | 20,95                                                   | Гетеборг Шведска                                        | 10. март 1974.                                          |
| Најбољи светски резултат сезоне у дворани                   | Брајан Олдфилд                                          | САД                                                     | '21,64                                                  | Албукерки САД                                           | 1. фебруар 1981.                                        |
| Најбољи европски резултат сезоне у дворани                  | Петер Блок                                              | Источна Немачка                                         | '20,53                                                  | Котбус Источна Немачка                                  | 24. јануар1981.                                         |
| Рекорди после завршеног Европског првенства у дворани 1980. |                                                         |                                                         |                                                         |                                                         |                                                         |
| Нових рекорда није било                                     |                                                         |                                                         |                                                         |                                                         |                                                         |

## Освајачи медаља
|                      |                     |                              |
| Рејо Столберг Финска | Лук Видес Француска | Златан Сарачевић Југославија |

## Резултати

### Финале
| Место | Атлетичар          | Земља                | Резултат | Белешка |
| ----- | ------------------ | -------------------- | -------- | ------- |
|       | Рејо Столберг      | Финска               | 19,88    |         |
|       | Лук Видес          | Француска            | 19,41    |         |
|       | Златан Сарачевић   | Југославија          | 19,44    |         |
| 4.    | Алесандро Андреј   | Италија              | 19,34    |         |
| 5.    | Ремигиус Махура    | Чахословачка         | 19,22    |         |
| 6.    | Хрејдн Халдоурсон  | Исланд               | 19,15    |         |
| 7.    | Оскар Јакопсон     | Исланд               | 19,13    |         |
| 8.    | Далибор Вашицек    | Чахословачка         | 19,09    |         |
| 9.    | Андерс Скервстранд | Шведска              | 18,42    |         |
| 10.   | Марку Туоко        | Финска               | 18,38    |         |
| 11.   | Ив Брузе           | Француска            | 17,93    |         |
| 12.   | Арнжол Бер         | Француска            | 17,66    |         |
| 13.   | Аулис Акониеми     | Финска               | 17,60    |         |
| 14.   | Мајк Винч          | Уједињено Краљевство | 17,18    |         |
| 15    | Лукас Лука         | Грчка                | БП       |         |
| 15    | Јоахим Круг        | Западна Немачка      | БП       |         |

## Укупни биланс медаља у бацању кугле за мушкарце после 12. Европског првенства у дворани 1970—1981.
|     | Земља                |    |    |    |    |
| --- | -------------------- | -- | -- | -- | -- |
| 1.  | Источна Немачка      | 3  | 4  | 0  | 7  |
| 2.  | Финска               | 3  | 0  | 0  | 3  |
| 3.  | Уједињено Краљевство | 2  | 3  | 1  | 6  |
| 4.  | Чехословачка         | 1  | 1  | 3  | 5  |
| 5.  | Југославија          | 1  | 0  | 2  | 3  |
| 6.  | Бугарска             | 1  | 0  | 0  | 1  |
| 6.  | Исланд               | 1  | 0  | 0  | 1  |
| 8.  | Пољска               | 0  | 2  | 1  | 3  |
| 9.  | Совјетски Савез      | 0  | 1  | 3  | 4  |
| 10. | Француска            | 0  | 1  | 1  | 2  |
| 11. | Шведска              | 0  | 0  | 1  | 1  |
|     | Укупно {11}          | 12 | 12 | 12 | 36 |

|    | Атлетичар              | Земља                |   |   |   |   |
| -- | ---------------------- | -------------------- | - | - | - | - |
| 1. | Хартмут Бризеник       | Источна Немачка      | 3 | 0 | 0 | 3 |
| 1. | Рејо Столберг          | Финска               | 3 | 0 | 0 | 3 |
| 3. | Џефри Кејпс            | Уједињено Краљевство | 2 | 3 | 1 | 6 |
| 4. | Јарослав Брабец        | Чехословачка         | 1 | 0 | 2 | 3 |
| 5. | Златан Сарачевић       | Југославија          | 1 | 0 | 1 | 2 |
| 6. | Хајнц-Јоахим Ротенбург | Источна Немачка      | 0 | 2 | 0 | 2 |
| 6. | Герд Лохман            | Источна Немачка      | 0 | 2 | 0 | 2 |
| 8. | Владислав Комар        | Пољска               | 0 | 1 | 1 | 2 |
| 8. | Валериј Волкин         | СССР                 | 0 | 1 | 1 | 2 |
| 8. | Јарослав Влк           | Чехословачка         | 0 | 1 | 1 | 2 |